# Zakrzewo (powiat wągrowiecki)
Zakrzewo – wieś w Polsce położona w województwie wielkopolskim, w powiecie wągrowieckim, w gminie Mieścisko.
| SIMC    | Nazwa      | Rodzaj     |
| ------- | ---------- | ---------- |
| 1008914 | Tumidaj    | przysiółek |
| 0589040 | Wybranówko | przysiółek |

W latach 1975–1998 miejscowość należała administracyjnie do województwa poznańskiego.